# Луций Элий Стилон Преконин
Лу́ций Э́лий Стило́н Прекони́н (лат. Lucius Aelius Stilō Praeconinus; приблизительно 154 — 74 годы до н. э.) — римский писатель и оратор.

## Происхождение
Луций Элий принадлежал к сословию всадников и был родом из города Ланувий в Лации. Его отец был глашатаем (преконом), из-за чего Луций получил прозвище Преконин. Вторым прозвищем, Стилон, Луций был обязан своему мастерскому владению стилем — орудием для письма.

## Биография
О жизни Стилона известно немногое. Исследователи полагают, что он родился около 154 года до н. э., а умер около 74 года до н. э.: такое предположение основывается на тех фактах, что Целий Антипатр, живший в эпоху Гракхов, посвятил Луцию Элию свои «Анналы», а Марк Туллий Цицерон слушал его лекции. Интересы и труды Преконина охватывали юридические и антикварные науки, филологию, грамматику. Занимался толкованием древних гимнов жрецов, исследовал труды Плавта. К тому же был сторонником работ Марка Туллия Цицерона и Марка Теренция Варрона. Одновременно был мастером речей, которые сочинял для римской знати.
В политической жизни был другом Квинта Цецилия Метелла Нумидийского: вместе с ним находился в добровольном изгнании в 100—99 годах до н. э. Луций Элий был последователем стоической школы.
Занимался правоведческими занятиями, в частности, комментариями к гимнам салиев и законам Двенадцати таблиц.